# Vaudreching
Vaudreching là một xã trong vùng Grand Est, thuộc tỉnh Moselle, quận Boulay-Moselle, tổng Bouzonville. Tọa độ địa lý của xã là 49° 17' vĩ độ bắc, 06° 31' kinh độ đông. Vaudreching nằm trên độ cao trung bình là 195 mét trên mực nước biển, có điểm thấp nhất là 192 mét và điểm cao nhất là 283 mét. Xã có diện tích 4,69 km², dân số vào thời điểm 1999 là 510 người; mật độ dân số là 108 người/km².

## Thông tin nhân khẩu
| 1962 | 1968 | 1975 | 1982 | 1990 | 1999 |
| ---- | ---- | ---- | ---- | ---- | ---- |
| 461  | 526  | 513  | 511  | 530  | 510  |